# 長野誠史
長野 誠史（ながの さとし、1995年7月7日 - ）は、日本の男子プロバスケットボール選手である。ポジションはポイントガード。石川県出身。B.LEAGUEのシーホース三河所属。

## 来歴
金沢高校から東海大学九州に進み、U24（ユニバーシアード）日本代表候補に選ばれる。
卒業後、大阪エヴェッサに加入。
2019年オフ、シーホース三河に移籍。

## 経歴
- 金沢高 - 東海大九州 - 大阪（2018年 - 2019年） - 三河（2019年 - ）